# カンガルー装甲兵員輸送車

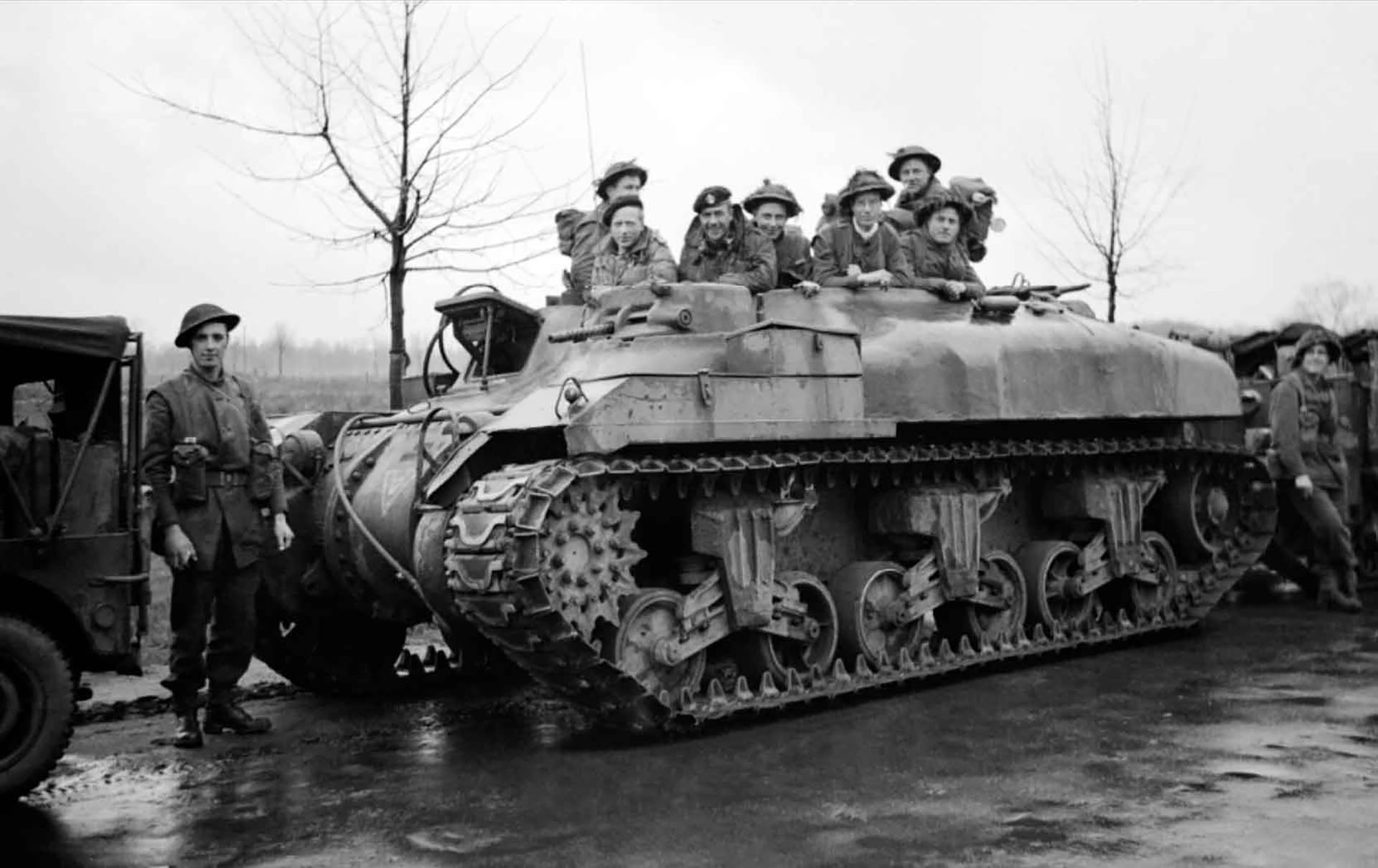
カナダ製のラム巡航戦車を元に製作された、ラム・カンガルー装甲兵員輸送車

カンガルー装甲兵員輸送車（Kangaroo APC）は、第二次世界大戦中にイギリスやカナダをはじめとするイギリス連邦諸国が戦車の車体を流用して製作した装甲兵員輸送車である。

## 概要
第二次世界大戦中、イギリス軍やカナダ軍を始めとするイギリス連邦加盟国軍の機械化歩兵は、移動手段としてユニバーサル・キャリアやアメリカ製のM3ハーフトラックを主に使用していた。これらの車両は、不整地機動性や防御力においてトラックよりは勝っていたが、戦車に追従するには不充分なものであったうえに、ユニバーサル・キャリアは搭乗可能な歩兵人数が少なかった。そこで、旧式化した自走砲や砲塔を破壊された戦車の車体を改造して、元の砲塔や弾薬庫のあった部分に歩兵の搭乗スペースを設けた改造型の装甲兵員輸送車が開発された。
構造としては単純に元になった戦車および自走砲から砲塔もしくは砲を外し、車内に兵員用の簡易座席を設置したもので、兵員の乗り降りは元々砲塔が設置されていた部分や戦闘室後部から行われる。特にハッチなどは装備されていないため、兵員室は上面開放の露天式で、航空機からの機銃掃射や野戦砲の上空炸裂のような上方からの攻撃には無力である。車体側面に乗降ハッチを増設するといった改造は行われていないため、乗降も決して楽なものではなく、基が戦車のカンガルーの場合、砲塔があった開口部から外に出た兵士たちは、素早く展開するには車体上から飛び降りるしかなかった。
このように、カンガルーはあくまでも余剰品を転用した暫定的な存在であり、実用的な面では不十分な点も多かったが、戦車を基にしたものは装甲が厚く、車体機銃がそのまま残されているために露天式銃座を持つハーフトラックなどに比べると乗員への防護力は高かった。また、戦車に楽に随伴できる機動性の高さ、エンジンやトランスミッションなどを共用可能な整備性の高さは魅力であった。

## 歴史
最初のカンガルー装甲兵員輸送車は、1944年6月に、カナダ軍によってセクストン自走砲に更新され余剰となったM7自走砲72両を元に製造され、「カンガルー」という愛称も、この改造を行った野戦自動車廠で命名された。
この車両は、M7自走砲の主砲を撤去し、砲のあった部分の前面を追加の装甲板で塞いで戦闘室内に12名分の兵員スペースを作ったもので、極初期型のM7自走砲のほか、M3中戦車用のシャーシを用い、サスペンションを新型に更新した初期型や、後にM4中戦車用シャーシを用いた中期型からも改造された。1944年8月、装甲兵員輸送車へ改造された102両がカナダ軍の第1装甲兵員輸送中隊に装備され、カーンやファレーズにおけるトータライズ作戦で使用された。
その後、ラム巡航戦車やチャーチル歩兵戦車を原型にしたカンガルー装甲兵員輸送車が生産され、それぞれラム・カンガルーやチャーチル・カンガルーと呼ばれた。このほか、M4中戦車や、そのカナダ生産版であるグリズリー巡航戦車の砲塔を撤去して改造されたシャーマン・カンガルーもあり、戦後にカナダ軍がM4A2E8中戦車から改造した物も確認できる。
このほか、厳密にはこれらカンガルーには含めないとされることもあるが、M3軽戦車やM5軽戦車を同様に改造した車両も製作され、兵員輸送のほか、主に砲牽引車として用いられた。

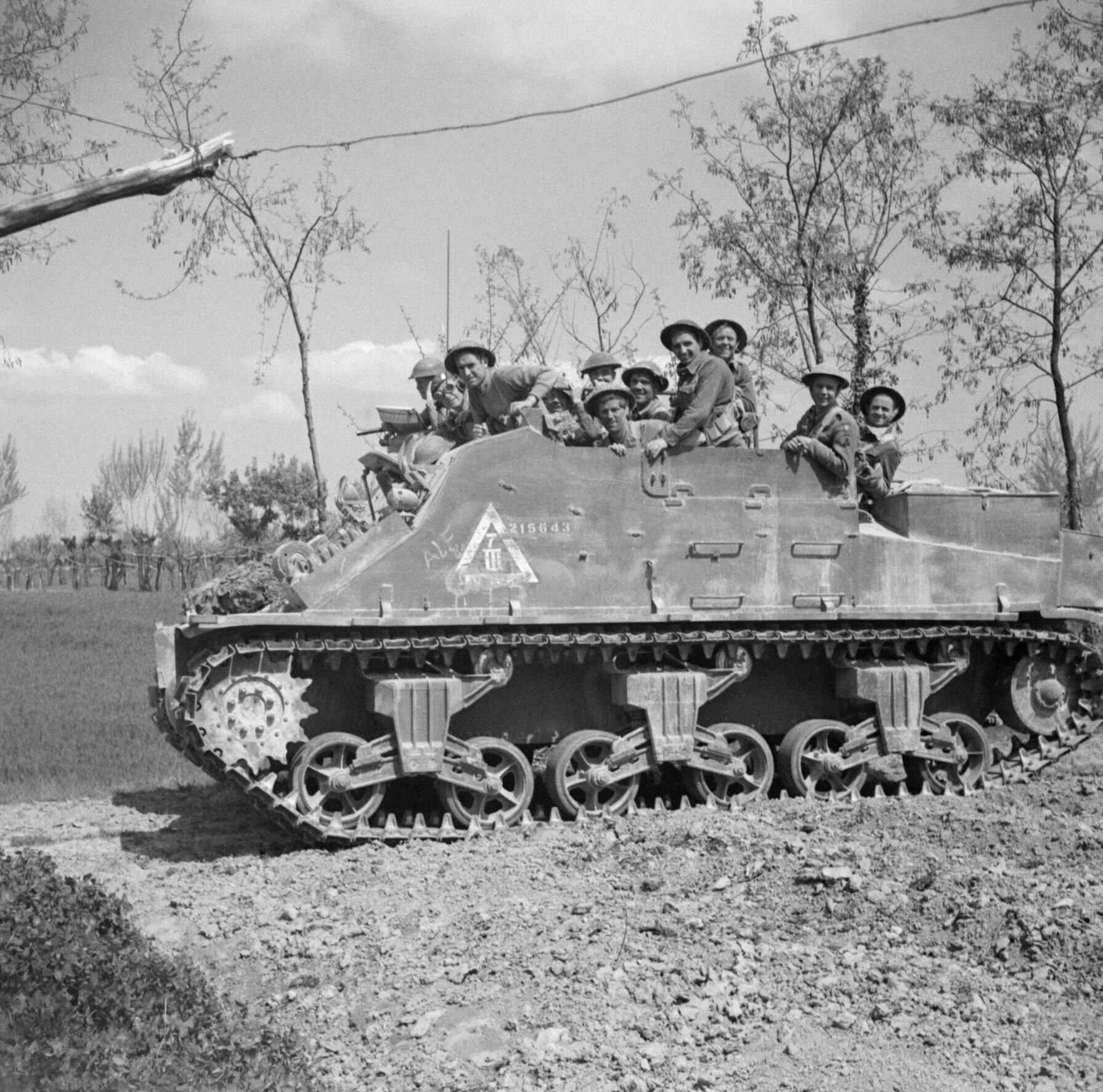
M7自走砲の車体を基にした、元祖カンガルー装甲兵員輸送車 （中期型車体タイプ）
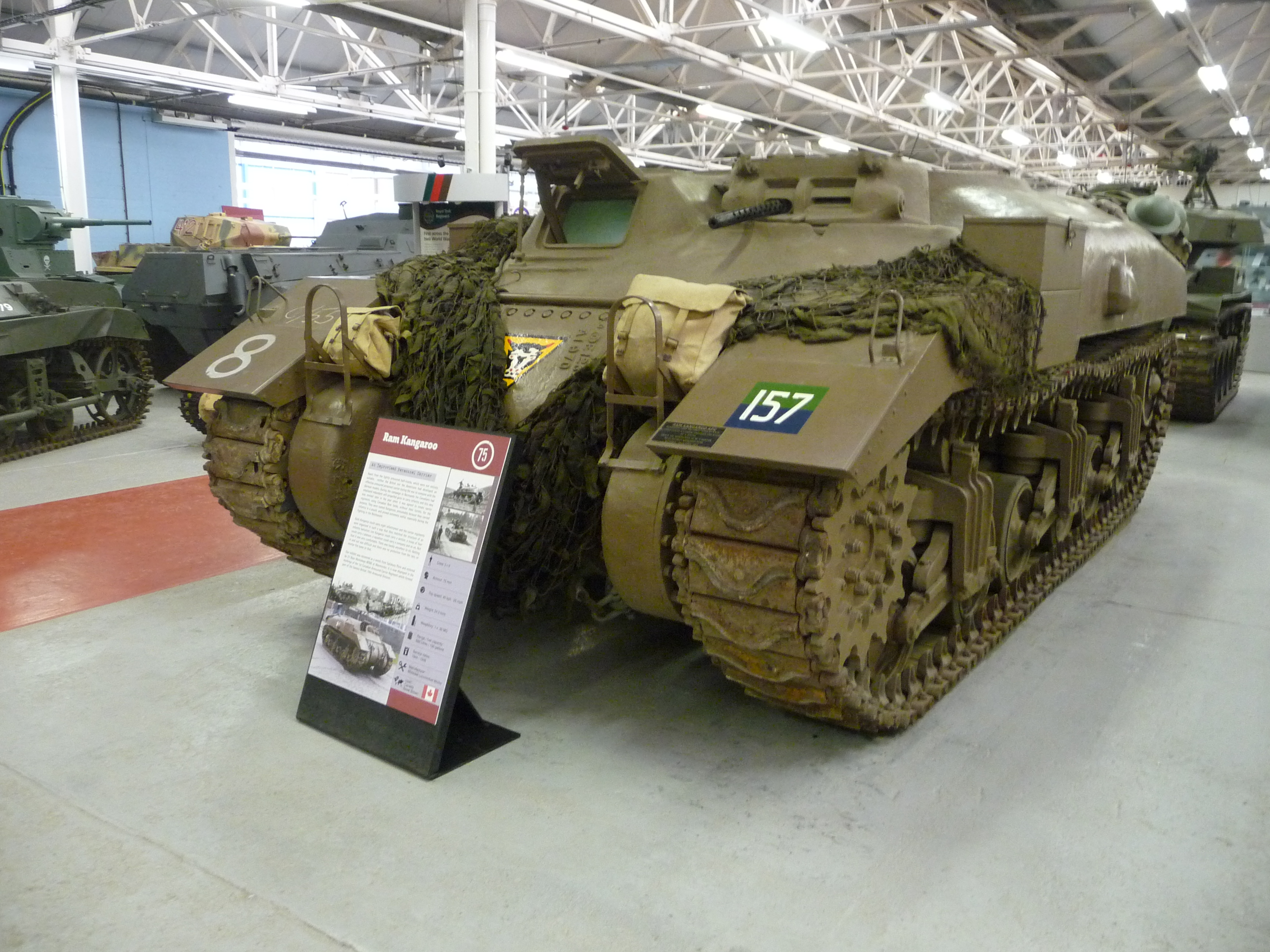
ラム巡航戦車の車体を基にした"ラム・カンガルー" イギリスのボービントン戦車博物館の展示車両
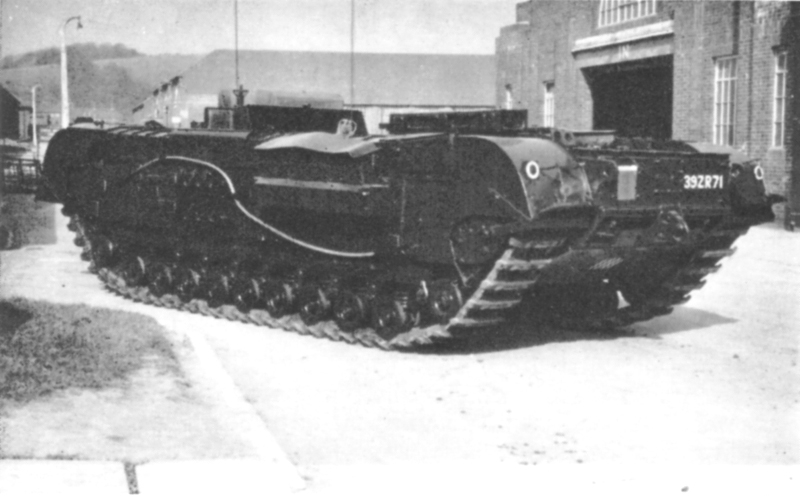
チャーチル歩兵戦車の車体を基にした"チャーチル・カンガルー"
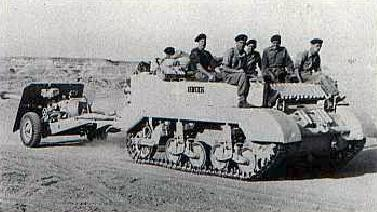
M5 スチュアート軽戦車を基にした"スチュアート・カンガルー"

### 戦後

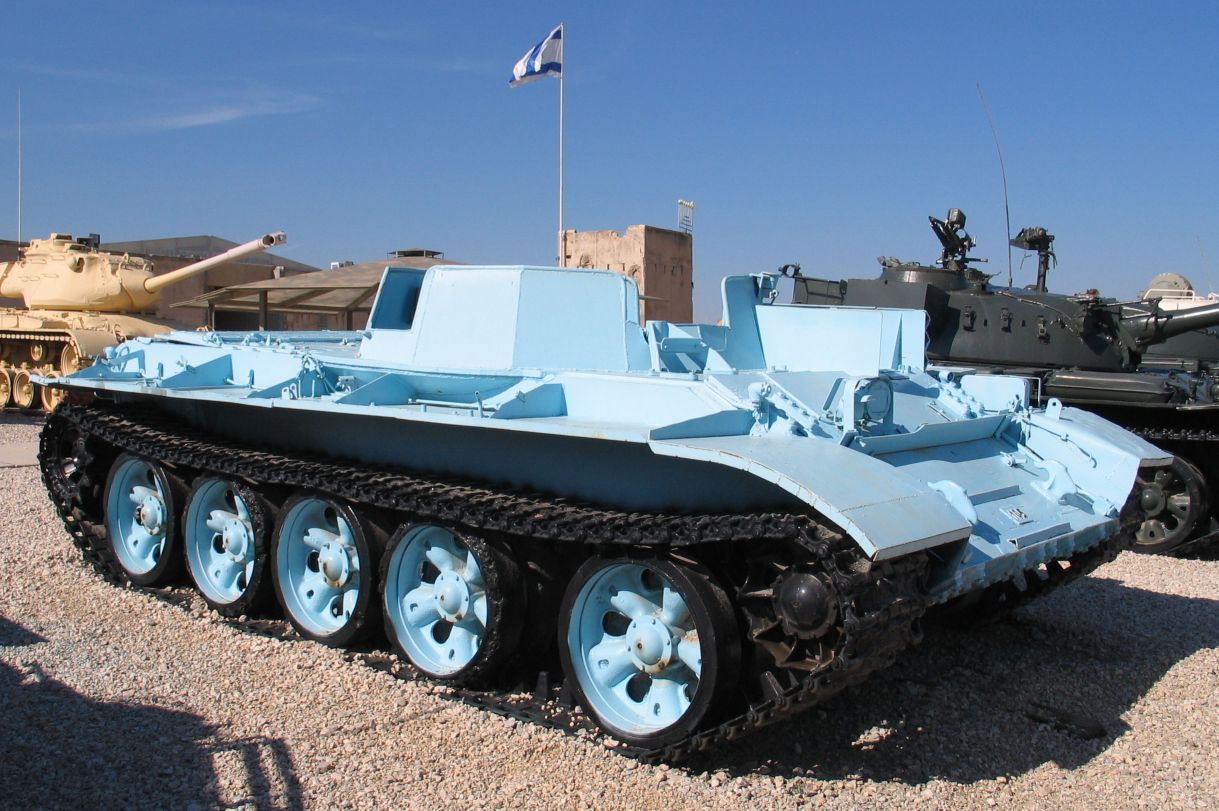
レバノン内戦で使用された、T-54の車体を流用した装甲兵員輸送車

第二次世界大戦が終結するとカンガルー装甲兵員輸送車は装甲兵員輸送車としては退役し、機甲部隊や自走化砲兵部隊において支援車両として少数が使われるのみとなった。
大戦後、M113装甲兵員輸送車を始めとする装甲兵員輸送車や歩兵戦闘車の普及によってそのような車両は必要ないとも言われていたが、砲塔部分を破壊された戦車の車体を流用して装甲兵員輸送車として再利用するという考えは依然として残っている。
冷戦終結後の低強度紛争の頻発と、RPG-7を始めとする携帯式対戦車兵器の普及により、従来型の装甲兵員輸送車や歩兵戦闘車では防御力不足であると認識されるようになったため、イスラエルのアチザリットやナグマホン、ロシアのBTR-Tのように戦車の車体を流用した重装甲兵員輸送車ないし重歩兵戦闘車が再び姿を現している。2000年代に入り発生した、シリア内戦を始めとした中東地域における一連の騒乱や内戦では、破壊された戦車や自走砲を修理して車体上に簡易的な兵員室を設置した、戦時急造の暫定型装甲兵員輸送車を見ることができる。

## 登場作品

### ゲーム
『コール オブ デューティ3』
カナダ軍が使用。
『トータル・タンク・シミュレーター』
KANGROOとして米国・英国の改兵員輸送車として使用可能。